# Черемисовка
Череми́совка (до 1948 года Копырлико́й; укр. Черемисівка, крымскотат. Köpürliköy, Копюрликой) — село в Белогорском районе Республики Крым, входит в состав Богатовского сельского поселения (согласно административно-территориальному делению Украины — Богатовского сельского совета Автономной Республики Крым).

## Население
| 2001 | 2014 |
| ---- | ---- |
| 235  | ↘207 |

Всеукраинская перепись 2001 года показала следующее распределение по носителям языка
| Язык             | Процент |
| ---------------- | ------- |
| русский          | 48.09   |
| крымскотатарский | 39.57   |
| украинский       | 9.36    |
| другие           | 0.86    |

### Динамика численности
| - 1805 год — 89 чел. - 1864 год — 181 чел. - 1889 год — 312 чел. - 1892 год — 456 чел. - 1902 год — 467 чел. - 1915 год — 230/29 чел. | - 1926 год — 255 чел. - 1939 год — 232 чел. - 1989 год — 185 чел. - 2001 год — 235 чел. - 2009 год — 242 чел. - 2014 год — 207 чел. |

## Современное состояние
На 2017 год в Черемисовке числится 4 улицы; на 2009 год, по данным сельсовета, село занимало площадь 49 гектаров на которой, в 90 дворах, проживало 242 человека. В селе сохранилась старинная саманная мечеть Копюрликой джамиси. Черемисовка связана автобусным сообщением с райцентром и соседними населёнными пунктами.
22 января 2005 года на повороте к селу был установлен памятник крымскотатарскому народному герою Алиму Айдамаку, который родился Копырликое.

Памятник Алиму Айдамаку, 2015 год

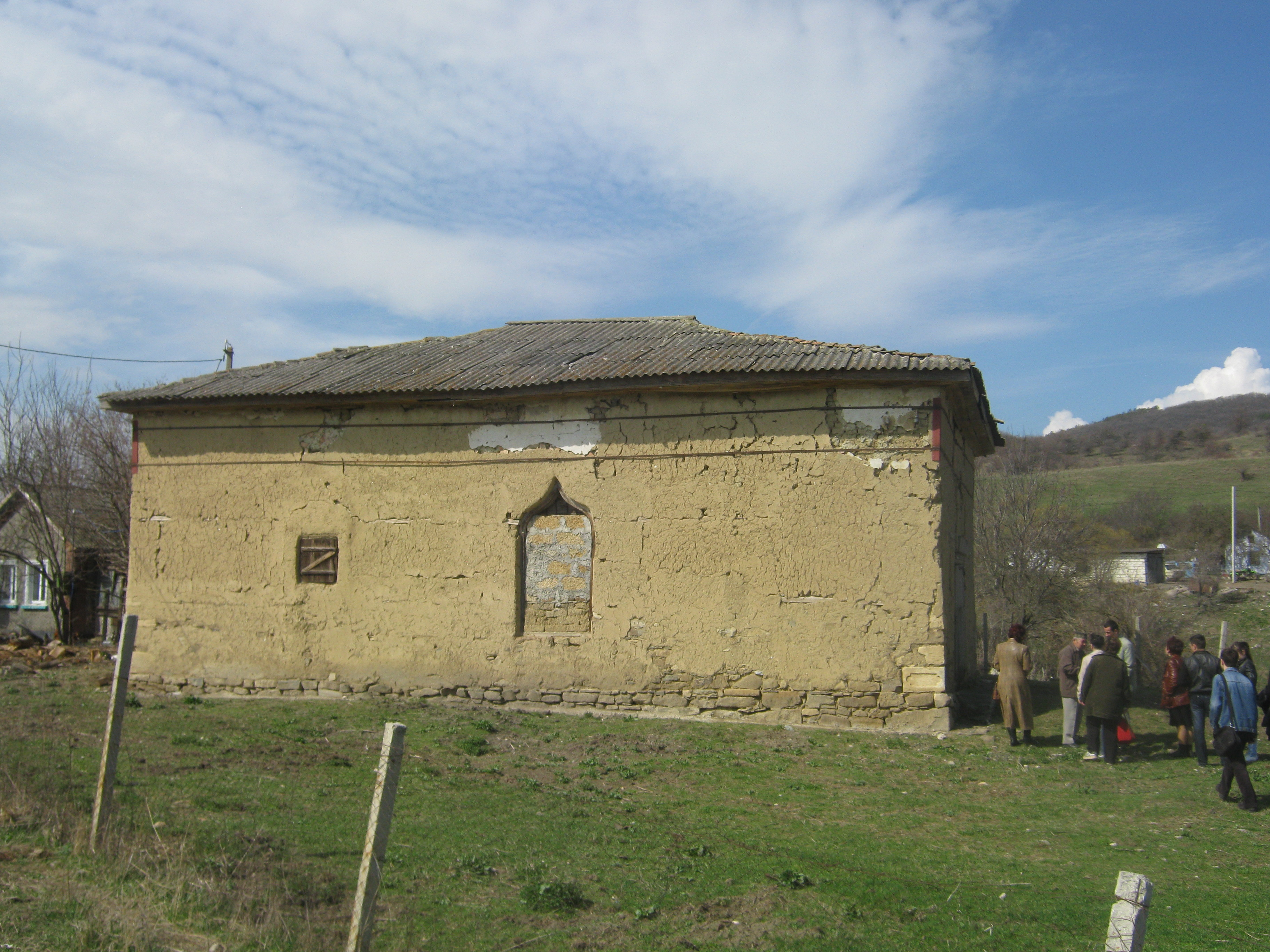
Старинная мечеть Копюрликой джамиси до реставрации.

## География
Черемисовка — село в центре района, в пределах Внутренней гряды Крымских гор, в долине безымянного левого притока реки Кучук-Карасу, высота над уровнем моря — 329 м. Соседние сёла: Горлинка в 0,8 км на восток, Богатое — в 3,8 км севернее и Красная Слобода — в 3 км южнее.
Расстояние до райцентра — около 14 километров (по шоссе), до железнодорожной станции Симферополь, Нижнегорская и Феодосия — примерно 57 километров. Транспортное сообщение осуществляется по региональной автодороге 35Н-103 от шоссе Симферополь — Феодосия до Поворотного (по украинской классификации — С-0-10327).

## История
Первое документальное упоминание села встречается в Камеральном Описании Крыма… 1784 года, судя по которому, в последний период Крымского ханства Кулалы-кюй входил в Кефинский кадылык Кефинского каймаканства. После присоединения Крыма к России (8) 19 апреля 1783 года, (8) 19 февраля 1784 года, именным указом Екатерины II сенату, на территории бывшего Крымского Ханства была образована Таврическая область и деревня была приписана к Левкопольскому, а после ликвидации в 1787 году Левкопольского — к Феодосийскому уезду Таврической области. После Павловских реформ, с 1796 по 1802 год, входила в Акмечетский уезд Новороссийской губернии. По новому административному делению, после создания 8 (20) октября 1802 года Таврической губернии, Коперликой был включён в состав Кокташской волости Феодосийского уезда.
По Ведомости о числе селений, названиях оных, в них дворов… состоящих в Феодосийском уезде от 14 октября 1805 года, в деревне Коперликой числилось 15 дворов и 89 жителей, исключительно крымских татар. На военно-топографической карте генерал-майора Мухина 1817 года Капырликой обозначен с 23 двором. После реформы волостного деления 1829 года Коперли кой, согласно «Ведомости о казённых волостях Таврической губернии 1829 года» остался в составе Кокташской волости. На карте 1836 года в деревне 53 двора, как и на карте 1842 года.
В 1860-х годах, после земской реформы Александра II, деревню приписали к Салынской волости того же уезда. В «Списке населённых мест Таврической губернии по сведениям 1864 года», составленном по результатам VIII ревизии 1864 года, Коперликой — владельческая и общинная татарская деревня с 25 дворами, 181 жителем и мечетью при безъименном ручье. По обследованиям профессора А. Н. Козловского начала 1860-х годов, в селении «…имелась пресная вода в изобилии из горных родников и ручьёв». На трёхверстовой карте Шуберта 1865—1876 года в деревне Копырлы-Кой обозначено 46 дворов.
В «Памятной книге Таврической губернии 1889 года» по результатам Х ревизии 1887 года записан Коперлыкой с 66 дворами и 312 жителеями. На верстовой карте 1890 года в деревне обозначено 82 двора с татарско-русским населением. По «…Памятной книжке Таврической губернии на 1892 год» в Коперликое, входившем в Коперликойское сельское общество, числилось 456 жителей в 42 домохозяйствах, из которых 135 мужчин и 124 женщины. Жители владели 1462 десятинами удобной земли. В хозяйствах имелось 23 лошади, 14 волов, 47 коров и 800 голов овец, свиней, или коз.
После земской реформы 1890-х годов, которая в Феодосийском уезде прошла после 1892 года, деревня осталась в составе Салынской волости. По «…Памятной книжке Таврической губернии на 1902 год» в деревне Каперлыкой числилось 467 жителей в 60 домохозяйствах. В 1905 году скопщики деревни захватили поместье местного мурзы и разделили землю между собой. Выступление подавили, но вернуть себе имение хозяин смог лишь в 1907 году с помощью конной стражи По Статистическому справочнику Таврической губернии. Ч.II-я. Статистический очерк, выпуск пятый Феодосийский уезд, 1915 год, в деревне Каперликой Салынской волости Феодосийского уезда числилось 53 двора (все дворы с землёй) с татарским населением в количестве 230 человек приписных жителей и 29 «посторонних».
После установления в Крыму Советской власти, по постановлению Крымревкома от 8 января 1921 года была упразднена волостная система и село вошло в состав вновь созданного Карасубазарского района Симферопольского уезда, а в 1922 году уезды получили название округов. 11 октября 1923 года, согласно постановлению ВЦИК, в административное деление Крымской АССР были внесены изменения, в результате которых округа ликвидировались, Карасубазарский район стал самостоятельной административной единицей и село включили в его состав. Согласно Списку населённых пунктов Крымской АССР по Всесоюзной переписи 17 декабря 1926 года, в селе Копырликой, Бахчи-Элинского сельсовета (в котором село состоит всю дальнейшую историю) Карасубазарского района, числилось 53 двора, все крестьянские, население составляло 255 человек, все татары, действовала татарская школа. По данным всесоюзной переписи населения 1939 года в селе проживало 232 человека.
В 1944 году, после освобождения Крыма от фашистов, согласно Постановлению ГКО № 5859 от 11 мая 1944 года, 18 мая крымские татары были депортированы в Среднюю Азию. 12 августа 1944 года было принято постановление № ГОКО-6372с «О переселении колхозников в районы Крыма», в исполнение которого в район завезли переселенцев: 6000 человек из Тамбовской и 2100 — Курской областей, а в начале 1950-х годов последовала вторая волна переселенцев из различных областей Украины. С 25 июня 1946 года Копырликой в составе Крымской области РСФСР. Указом Президиума Верховного Совета РСФСР от 18 мая 1948 года, Капырликой переименовали в Черемисовку. 26 апреля 1954 года Крымская область была передана из состава РСФСР в состав УССР. С 12 февраля 1991 года село в восстановленной Крымской АССР, 26 февраля 1992 года переименованной в Автономную Республику Крым. По данным переписи 1989 года в селе проживало 185 человек. С 21 марта 2014 года в составе Крыма аннексирована Россией.